# بسم‌الله ایرلاینز
بسم‌الله ایرلاینز (به انگلیسی: Bismillah Airlines) یک شرکت هواپیمایی است که در تاریخ ۱۹۹۸ میلادی تأسیس شده است. دفتر مرکزی بسم‌الله ایرلاینز در داکا، بنگلادش واقع شده‌است و قطب این شرکت هواپیمایی در فرودگاه بین‌المللی شاه‌جلال قرار دارد.

## ناوگان هوایی
- ۲ هاوکر سیدلی اچ‌اس ۷۴۸
- ۲ لاکهید ال-۱۰۱۱ تری‌استار
- ۱ یلیوشین-۱۸
- ۱ ایلیوشین ایل-۷۶
- ۱ ایلیوشین-۹۶
- ۱ آنتونوف-۲۶
- ۳ آنتونوف-۱۲
- ۱ آنتونوف-۱۲۴
- ۱ بوئینگ ۷۰۷
- ۲ بوئینگ ۷۴۷
- ۲ بوئینگ ۷۳۷
- ۱ بوئینگ ۷۲۷